# آلپ (فیلم)
آلپ (یونانی: Άλπεις) فیلمی در ژانر درام به کارگردانی یورگوس لانتیموس است که در سال ۲۰۱۱ منتشر شد.
این فیلم نامزد دریافت شیر طلایی جشنواره فیلم ونیز بود و از همان جشنواره برنده اوسلای طلایی برای بهترین فیلمنامه شد. 
قصه فیلم به این صورت معرفی شده است: گروهی از بازیگران کسب‌و‌کاری راه می‌اندازند که با ایفای نقش افراد درگذشته، به بازماندگان آنها تسکین خاطر بدهند.

## تولید
لانتیموس درباره این فیلم گفته است که درست بر عکس فیلم دیگرِ او، دندان نیش، است: «آن داستان کسی است که می‌خواهد از جهانی خیالی فرار کند. آلپ داستان کسی است که سعی می‌کند وارد جهانی مجعول بشود.»